# Jacob Asmussen
Jacob Asmussen (* 30. April 1794 in Dammholm; † 22. November 1850 in Bad Segeberg) war ein deutscher Lehrer, Dozent und Politiker.

## Leben
Asmussen war der Sohn armer Landbewohner. Nach seiner Konfirmation wurde er Hauslehrer in einer angesehenen Flensburger Familie, dank derer Unterstützung er das Gymnasium in Flensburg besuchen konnte. Anschließend studierte er von 1819 bis 1823 in Kiel Theologie. Nach Beschäftigungen als Privatlehrer und an einer Privatschule in Altona wurde er 1824 Subrector an der Gelehrten-Schule in Kiel. 1826 heiratete er die älteste Tochter des Kaufmanns Rowohl in Altona, nach deren Tod 1826 heiratete er deren Schwester. 
1834 wurde Asmussen in Kiel promoviert und war anschließend als Privatdozent an der Universität Kiel tätig. 1839 erhielt er den Posten des Direktors am neu errichteten Schullehrer-Seminar in Segeberg, 1842 wurde er für drei Jahre Präsident der Zentralkonferenz der Holsteinischen Schullehrer.
1849 wurde er Abgeordneter des Segeberger Wahlkreises in der Schleswig-Holsteinischen Landesversammlung. Er starb 1850.

## Schriften
- Hrsg. zusammen mit Andreas Ludwig Jacob Michelsen: Archiv für Staats- und Kirchengeschichte der Herzogthümer Schleswig, Holstein und Lauenburg und der angrenzenden Länder und Städte. Bd. 1, Heft 1. Kiel 1833.
- Ueber die Kriegszüge der Ottonen gegen Dänemark, mit besonderer Hinsicht auf die richtige Zeitbestimmung derselben. In: Archiv für Staats- und Kirchengeschichte der Herzogthümer Schleswig, Holstein, Lauenburg und der angrenzenden Länder und Städte. Bd. 1 (1833), S. 197–264.
- Historische Nachrichten über unsere Diaconate. In: Archiv für Staats- und Kirchengeschichte der Herzogthümer Schleswig, Holstein, Lauenburg und der angrenzenden Länder und Städte. Bd. 1 (1833), S. 265–320.
- De fontibus Adami Bremensis, Kiel 1884 (doi:10.20345/digitue.24253).
- (Hrsg.): Reden bei der Einweihung des neuen Seminargebäudes und bei der Grundsteinlegung zu demselben. Bünsow, Segeberg, Kiel 1841.